# Litiumcitrat
Litiumcitrat är citronsyrans litiumsalt. Under det farmakologiska varunamnet Litarex används det som profylaktisk behandling vid Bipolär sjukdom, samt vid akut behandling av mani. I Sverige finns inga godkända läkemedel som innehåller litiumcitrat, Litarex kan dock användas på licens.